# AVIATR
AVIATR(Aerial Vehicle for In situ and Airborne Titan Reconnaissance)은 토성의 위성인 타이탄을 탐사 하기 위해 제안된 비행기 탐사 개념이다. 이 개념은 아이다호 대학교의 Jason W. Barnes가 이끄는 과학자 팀이 2011년에 구상했다. 타이탄은 지구와 비교하여 중력의 약 1/7이지만 대기 밀도의 4배다. 이러한 조건으로 양력을 이용하기 쉬워져 실현 가능성이 높아졌다.

## 탐사선 기능 요약
탐사선은 무인 비행기로, 타이탄의 모래 언덕에 착지를 시도할 예정이고 HD 카메라를 장착할 예정이며, 고해상도 카메라로 타이탄의 하늘, 지면, 전체적인 풍경 등을 찍을 예정이다.

## 현재 개발 현황
현재는 기술적 난항과 부족한 기술로 개발이 중단되었고, 모든 장비를 실으면 120kg 미만에서 100kg 이상이어야 비행을 할 수 있는데, 무게를 줄이는데 기술적 어려움이 있다. 또한 핵으로 에너지를 만드는 기계도 기술적 문제로 만들기 어렵다.

## 같이 보기
- 드래건플라이 (우주선)